# Pauli Ellefsen
Joen Pauli Højgaard Ellefsen, född 20 april 1936 i Miðvágur, död 23 augusti 2012, var en färöisk politiker. Han var tidigare Färöarnas lagman (regeringschef) mellan åren 1981 och 1985.
Ellefsen var Sambandsflokkurins partiledare mellan 1974 och 1990. Han var även løgtingsledamot mellan 1974 och 1994. Mellan åren 1978 och 1989 var han även folketingsledamot.